# スズメノヒエ
スズメノヒエ（Paspalum thunbergii Kunth ex Steud. ）は、イネ科の多年生草本。日本在来種。円盤状の小穂を枝に密生する。

## 特徴
毛の多い多年生草本。根茎は短く、茎は束になって生じ、草丈は30-80cmになる。葉鞘、葉面、それに花茎の節は柔らかい毛に覆われ、下方の葉鞘は特に荒い毛が多い。葉身は平らで長さは10-30cm、幅は5-10mm、葉舌は高さ1mm。
花茎は高く伸び出し、先端近くに3-5本の総（小穂の並ぶ側枝）が間を置いて出る。総は長さ6-8cm、斜めにまっすぐ伸び、下面に二列ないし三列に小穂が並ぶ。またその基部、主軸との境目からは少数の長い毛が出る。
小穂はほぼ円形で、その径は約2.6mm、先端が少しだけ尖る。全体に無毛か、ルーペでないと見えない程度の微毛が周辺に出る。第一包穎はなく、第二包穎は小穂と同大で主脈だけが目立ち、花軸側に膨らむ。第一小花の護穎はその反対側にあって無毛、第一小花のそれ以外の部分は消失。第二小花の護穎は革質で縁が内穎を抱き、果時には黄色になり、これが果実を抱いて脱落する。
和名については、牧野は雀のヒエであり、雀の食べるヒエになぞらえたものとしている。学名の種小名は日本の植物を紹介したツンベルグ (C. P. Thunberg) に献名されたものである。彼は本種を長崎市郊外のものを基に、その著書『日本植物誌』に紹介したが、その際これを北アメリカ産の種である Paspalum discetum と同定した。だが後に独立種と判断され、このように命名されたものである。

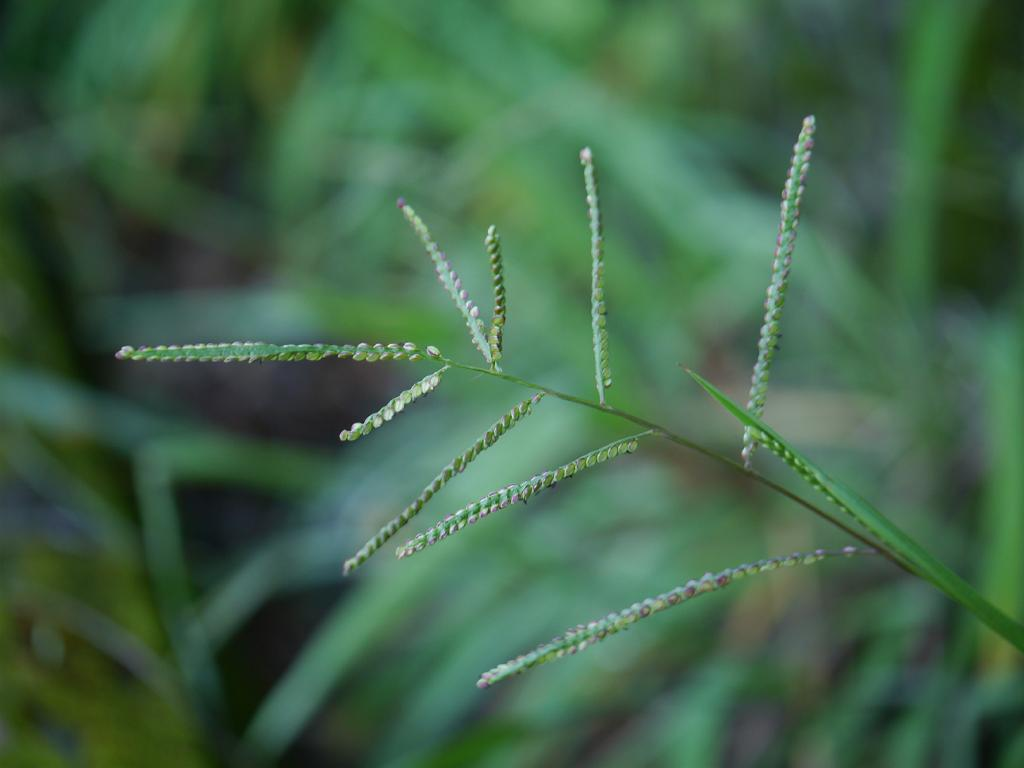
穂の部分

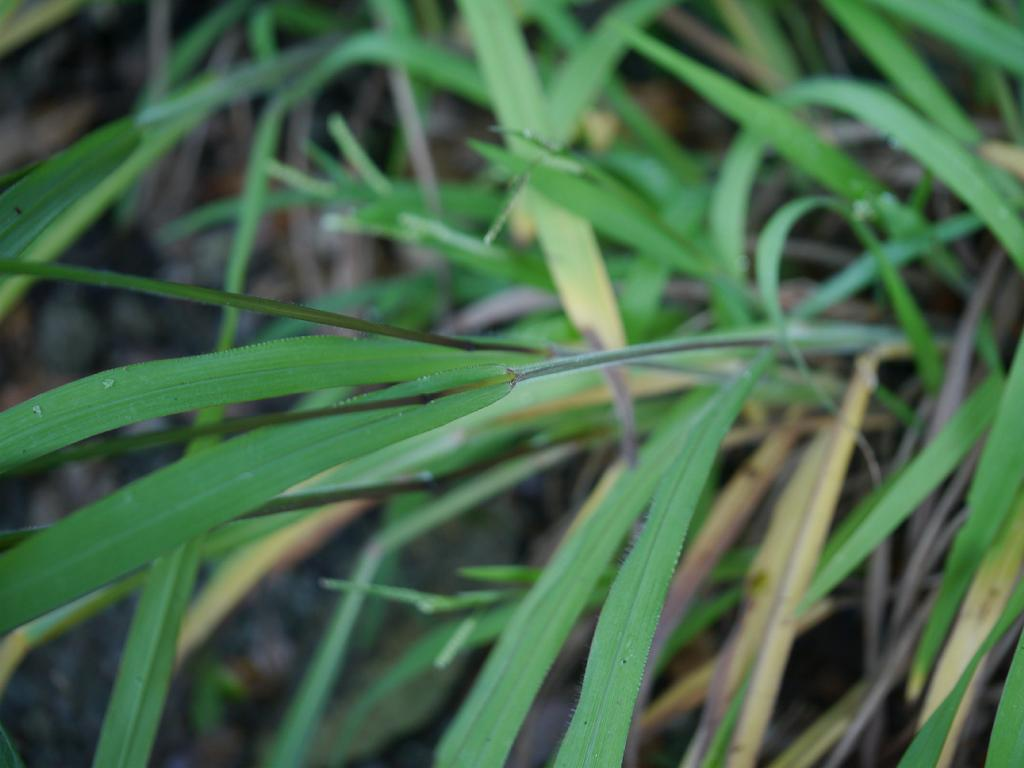
花茎の基部
葉鞘に毛が多い

## 分布と生育環境
日本では本州、四国、九州と琉球列島に産する。本土では普通種とされるが、琉球列島では奄美、沖永良部、沖縄島のみから知られ、いずれも希である。国外では中国、朝鮮、コーカサスまで分布する。低地から低山地の草原に出現し、日当たりのよい原野に生え、また路傍にも出る。ただし近年では身近なところではシマスズメノヒエに置き換わって、見ることが少なくなっているとも言われる。

## 近縁種等
自生種ではスズメノコビエ、帰化種ではシマスズメノヒエなどがよく似ている。ただし本種では葉鞘から葉身にかけて荒い毛が多いのがこれらに見られない特徴となっており、区別はたやすい。スズメノコビエでは全体にほぼ無毛、シマスズメノヒエでは葉鞘の基部に毛があるのみである。また、小穂はスズメノヒエとスズメノコビエがほぼ無毛であるのに対し、シマスズメノヒエは縁に多くの長毛がある。

## 利害
特にない。